# Маркетинг-директор
Маркетинг-директор, також директор із маркетингу, chief marketing officer (CMO) та chief brand officer (CBO)   — керівник компанії, відповідальний за управління маркетинговою діяльністю компанії чи організації. Директор з маркетингу керує бренд-менеджментом, маркетинговими комунікаціями (включаючи рекламу, просування та зв’язки з громадськістю), маркетинговими дослідженнями, продуктовим маркетингом, управлінням каналами розподілу, ціноутворенням, сервісом і обслуговуванням клієнтів.  
Директор з маркетингу є членом топ-менеджменту і зазвичай звітує перед головним виконавчим директором.  
Середній термін перебування на посаді CMO у 2020 році становив 40 місяців, що є найнижчим показником за десятиліття. , порівняно із середнім терміном перебування генерального директора в 7 років. У 2021 році жінки займали 47% позицій директорів з маркетингу.  

## Обов'язки
Обов’язки маркетинг-директора є міждисциплінарними та охоплюють такі сфери:
- Аналітика — ціноутворення та дослідження ринку;
- Креатив — графічний дизайн, реклама та просування продуктів і послуг;
- Менеджмент — управління підпорядкованими відділами та координація з іншими керівниками компанії для створення узгодженості стратегії та планів виконання.

Директор з маркетингу повинен швидко реагувати на мінливі ринкові умови та динаміку конкуренції та, за потреби, змінювати стратегію компанії. Кожна зі складових якої, надходить з іншого відділу, тому CMO має бути зв’язковою ланкою для таких відділів, як виробництво, інформаційні технології, корпоративні комунікації, документація, зв’язки з громадськістю, право, кадри, і фінанси.  У 21 столітті цифровізація та зростання маркетингу, орієнтованого на споживача, змінили роль CMO. Зараз вони, як правило, займаються впровадженням технологій, орієнтованих на клієнтів, на додаток до вищезазначених завдань.  Вважається, що в майбутньому директори з маркетингу витрачатимуть на ІТ більше, ніж їхні колеги.  Проте, деякі посади вищого керівництва зазнають ті ж зміни протягом наступних кількох років, як і посада директора з маркетингу. 
Директор з маркетингу відповідає за сприяння зростанню, продажу та маркетингову стратегію. Вони повинні працювати над досягненням таких цілей, як отримання прибутку, скорочення витрат або зменшення ризиків. 
Директори з маркетингу вважають лояльність клієнтів своїм головним пріоритетом у цифрову еру; їхнім другим пріоритетом є розробка цифрового досвіду для мобільних пристроїв. 